# Giulia Ottonello
Giulia Ottonello (Genova, 30 luglio 1984) è una cantante e attrice teatrale italiana.
Vinse la seconda edizione del talento
 Amici nella categoria canto, in seguito si dedica alla carriera di attrice teatrale, interpretando ruoli da protagonista in numerosi musical, tra cui Cats, Eclettica, Frankenstein Junior, Cantando sotto la pioggia e Cabaret.

## Biografia
Nata a Genova, sin da piccola dimostra una predisposizione artistica, iniziando a studiare danza classica e successivamente canto, con l'appoggio della madre, Laura Cappelluccio, cantante lirica e insegnante. A tredici anni debutta esibendosi in una manifestazione a Genova. Prosegue lo studio della danza, perfezionandosi nel canto e in generi musicali come jazz, pop e R&B, ma anche nel musical e nel tip-tap.
Nel settembre del 2002, dopo una serie di provini, partecipa al programma Amici di Maria De Filippi. Nel corso della sua permanenza nel programma, durata nove mesi, ha modo di farsi conoscere dal pubblico, con l'interpretazione di brani come Memory, People e All by Myself; oltre alle doti vocali mette in mostra le sue capacità di ballo e recitazione, vincendo alla fine la seconda edizione del programma. Dopo la vittoria ad Amici di Maria De Filippi, partecipa a svariate trasmissioni televisive, come Buona Domenica e Maurizio Costanzo Show, e intraprende l'I-TIM Tour assieme ai compagni che avevano partecipato al talent show. Sempre nell'estate del 2003 partecipa ad alcune date del tour di Gigi D'Alessio, con l'occasione di duettare con Gloria Gaynor. Tra le manifestazioni alle quali prende parte, il 7º Trofeo Birra Moretti.
Caterina Caselli decide quindi di metterla sotto contratto con la Sugar Music per la realizzazione di cinque album. Realizza il singolo Spezzami il cuore, scritto da Moltheni, di cui viene arrangiata e prodotta anche una versione in inglese, Permission, a cura di Corrado Rustici. Poco dopo però, la casa discografica decide di rescindere inaspettatamente il contratto. Qualche anno dopo produce il proprio primo album I Miei Colori, pubblicato nel 2012, album in cui narra anche l'esperienza vissuta nell'industria discografica nel brano Quante possibilità. La cantante continua la propria carriera collaborando con gli Aeroplanitaliani per l'album Sei felice?, incidendo la cover di The Blower's Daughter di Damien Rice, e interpretando assieme ai Nomadi Pescatore di Pierangelo Bertoli, inserito nel tributo ...a Pierangelo Bertoli.
Dopo aver preso parte a un cortometraggio presentato al Festival di Cannes, inizia la sua esperienza nei musical teatrali. Il suo debutto avviene nel 2004 in Cantando sotto la pioggia per la Compagnia della Rancia, dove lavora al fianco di Raffaele Paganini con la regia di Saverio Marconi, successivamente partecipa all'innovativo progetto teatrale Squali - Una storia vera un sogno, a cui segue la pubblicazione di un CD che porta il nome dello spettacolo in cui sono raccolte le musiche e le canzoni eseguite dalla Ottonello.
Nel 2007 partecipa a diversi concerti tributo ad artisti come Domenico Modugno e Umberto Bindi, in quest'ultimo, tenutosi a Genova al Teatro di Sant'Agostino, conosce gli GnuQuartet, coi quali inizia un sodalizio artistico. Nel settembre 2007 intraprende una nuova esperienza: il doppiaggio cinematografico, presta infatti la voce nella parte cantata alla protagonista Giselle, interpretata da Amy Adams, nel film della Walt Disney Pictures Come d'incanto. La cantante genovese interpreta in italiano tutti i brani della colonna sonora che vengono pubblicati in un album.
A fine del 2007 partecipa a Il diverso sei tu - Cantare, suonare, leggere De André, tributo a Fabrizio De André dove interpreta il Cantico dei drogati. Il 16 maggio 2009 partecipa ad Amici - La sfida dei talenti, dove si sfidavano sei ballerini e sei cantanti provenienti dal talent show che l'aveva lanciata, tra i quali Valerio Scanu e Karima. Nella sezione canto si classifica al 3º posto. Nel 2009 inizia una nuova avventura teatrale interpretando Grisabella nella versione italiana del celebre musical di Andrew Lloyd Webber Cats. Il musical è realizzato dalla Compagnia della Rancia per la regia di Saverio Marconi e le coreografie di Daniel Ezralow. Tra le varie canzoni eseguite vi è Memory, italianizzata in Ricordi.  Sempre nel 2009 dà vita al progetto teatrale Eclettica, coi GnuQuartet rivisitando in chiave jazz celebri brani di Michael Jackson, Barbra Streisand e altri.
Nel 2010 partecipa alla prima puntata di Amici di Maria De Filippi con altri partecipanti delle passate edizioni, e con questi canta la sigla Ti Vorrei (scritta da Pierdavide Carone). Un mese dopo pubblica il singolo Silenzio! Senza paura in collaborazione con la band The Mainstream, in occasione della giornata mondiale contro la violenza sulle donne. Sempre nel 2010/2011 ripete il Tour del musical "Cats", concluso a settembre 2011 all'Arena di Verona. Nel 2011 è protagonista del video musicale di Matteo Becucci legato al singolo La cucina giapponese.
Il 25 ottobre 2011 ripropone in una veste rinnovata il suo Eclettica, one woman show con gli GnuQuartet al Politeama Genovese per beneficenza pro A.I.L., per l'acquisto di una strumentazione per i malati leucemici.
Nel 2012 partecipa alle selezioni del Festival di Sanremo, denominate "Sanremo Social", con il brano Risplendo e pubblica il brano Playboy (Super-Party Girl). Il 21 dicembre dello stesso anno esce il suo primo album dal titolo I miei colori contenente 11 tracce, disponibile su iTunes.
Nello stesso anno entra a far parte del cast del musical Frankestein Junior. Viene quindi scelta da Paolo Ruffini per il film Fuga di Cervelli. Ancora nel 2012 doppia la voce cantata di Mary (Amy Adams) nel film musicale Disney I Muppet.
Continua poi con la Compagnia della Rancia a portare in scena Frankestein Junior, vincendo un premio come miglior attrice non protagonista. Dalla stagione teatrale 2015, a quella del 2017 sarà di nuovo in scena con la Compagnia della Rancia come protagonista nel ruolo di Sally Bowles per il musical Cabaret accanto a Giampiero Ingrassia.
Sulla fine del 2019 conclude un ciclo legato al teatro musicale, con l'intenzione di iniziare un nuovo progetto discografico. Nel 2021 vede la luce il suo nuovo singolo L'ombra di un bonsai scritto da Mirko Tremani e prodotto da Liz Vega. Nel 2022 tenta la partecipazione al Festival di Sanremo, con un brano inedito, Genova, poi pubblicato il 1º aprile 2022, scritto nuovamente con Mirko Tremani e prodotto da Francesco James Dini. Il brano descrive il forte attaccamento dell'artista alla propria città.
Nel 2023 entra a far parte del cast di Disneiamo, uno spettacolo musicale che celebra il centenario dell'animazione Disney con Pietro Ubaldi, Stefano Bersola e Giorgia Vecchini.

## Vita privata
Celiaca, vegana, sposata dal 2011 al 2014.

## Televisione
- 2003 - Amici di Maria De Filippi seconda edizione - Vincitrice
- 2009 - Amici - Sfida dei Talenti - 3º Posto (Categoria Canto)

## Teatro
- Cantando sotto la pioggia – stagione teatrale 2004-2005
- Squali - Una storia vera un sogno – stagione teatrale 2006
- Io ballo – stagione teatrale 2008-2009
- Cats – stagione teatrale 2009-2011
- Frankenstein Junior – stagione teatrale 2012-2015
- Cabaret – stagione teatrale 2015-2017
- Extravaganza! - 2022
- Il mistero dell'assassino misterioso – 2023
- Rocky - Il musical – stagione teatrale 2024-2025

## Discografia

### Album
- 2012 - I miei colori

### Colonne Sonore
- 2007 - Come d'incanto - Soundtrack (colonna sonora)

### EP
- 2004 - Spezzami il cuore/Permission

### Compilation
- 2003 - Amici Musical
- 2003 - Amici - I ragazzi del 2003
- 2003 - Amici Festa

### Singoli
- 2004 - Spezzami il cuore/Permission
- 2005 - The Blower's Daughter (canzone inclusa nell'album degli Aeroplanitaliani Sei felice?)
- 2005 - Pescatore, in duetto con i Nomadi (canzone inserita nel tributo ...a Pierangelo Bertoli)
- 2006 - Squali (Una storia vera un sogno)
- 2007 - Cantico dei drogati (canzone inserita nel tributo Il diverso sei tu - Cantare, suonare, leggere De André)
- 2010 - Silenzio! Senza paura (feat. The Mainstream)
- 2012 - Risplendo
- 2012 - Playboy (Super-Party Girl)[15]
- 2021 - L'ombra di un bonsai[16]
- 2022 - Genova
- 2022 - Mentre il buio se ne va (con gli Ella Goda)
- 2022 - Disco rotto
- 2023 - Vudù

### Videoclip
- 2005 - Spezzami il cuore
- 2010 - Silenzio! Senza Paura (feat The Mainstream)
- 2011 - La cucina giapponese (con Matteo Becucci)
- 2012 - Playboy (Super-Party Girl)
- 2021 - L'ombra di un bonsai
- 2022 - Mentre il buio se ne va
- 2022 - Disco rotto
- 2023 - Vudù

## Filmografia
- Fuga di cervelli, regia di Paolo Ruffini (2013)

## Doppiaggio
- Come d'incanto (2007) voce di Giselle (canto)
- I Muppet (2011) voce di Mary (canto)
- Come per disincanto - E vissero infelici e scontenti (2022) voce di Giselle (canto)

## Riconoscimenti
- 2007 – Premio "Donna è web", Miglior sito internet dell'anno
- 2014 – Italian Musical Award, Miglior attrice non protagonista nel musical Frankenstein Junior